# Trasvase Tajo-Segura

Recorrido del trasvase Tajo-Segura

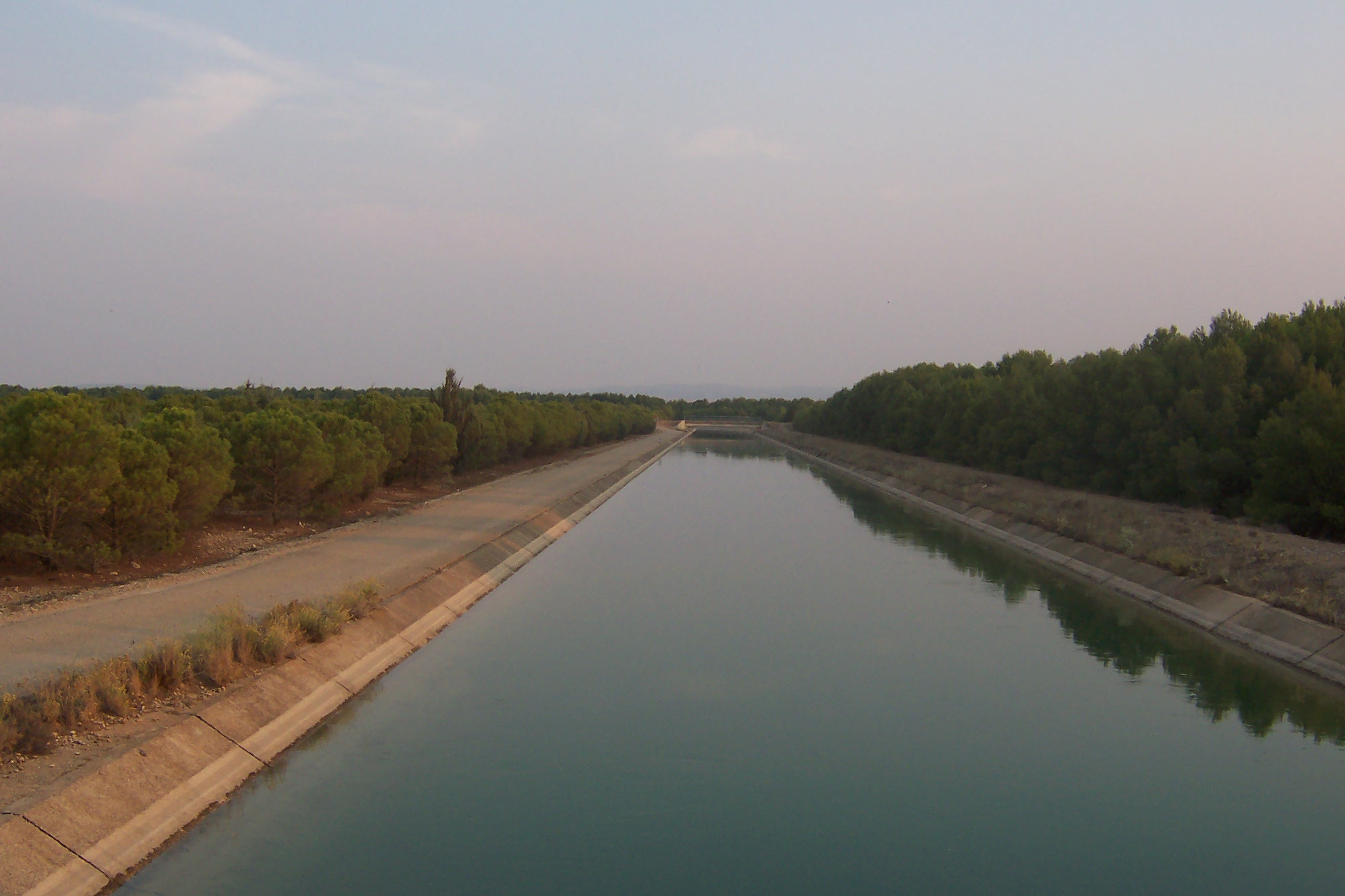
Trasvase Tajo-Segura a su paso por Albacete

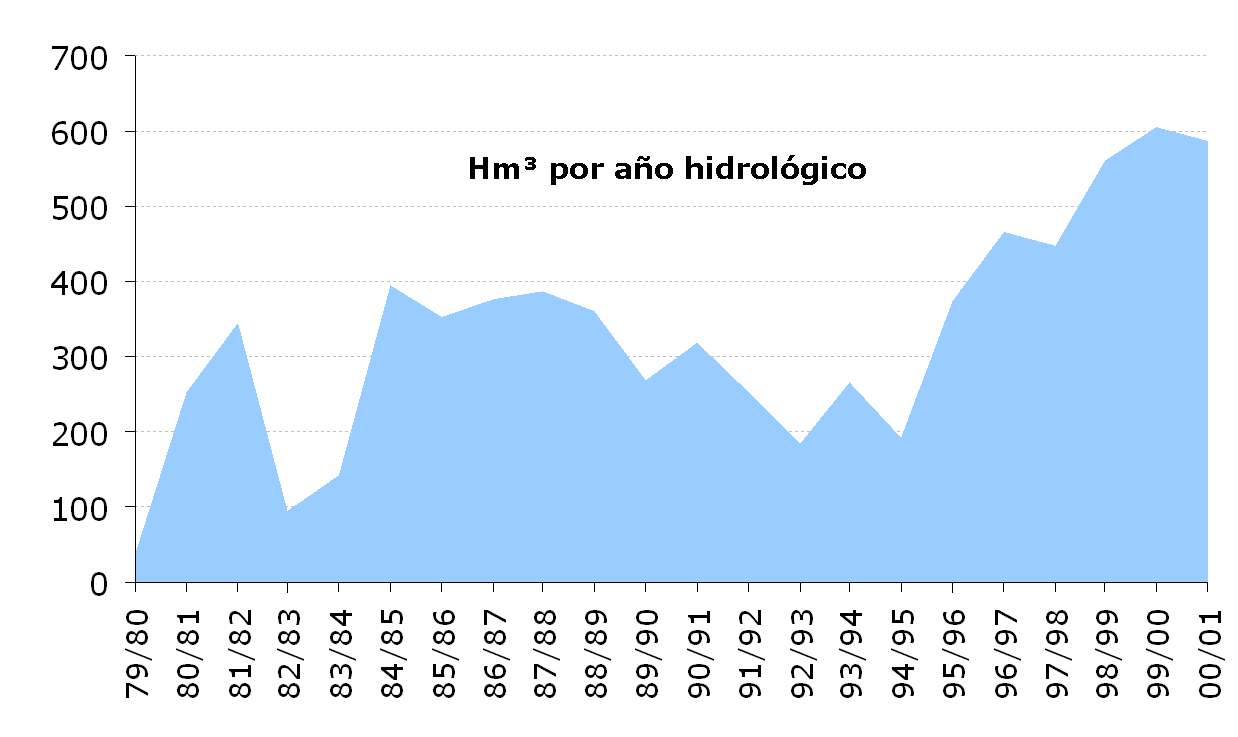
Evolución del caudal del trasvase

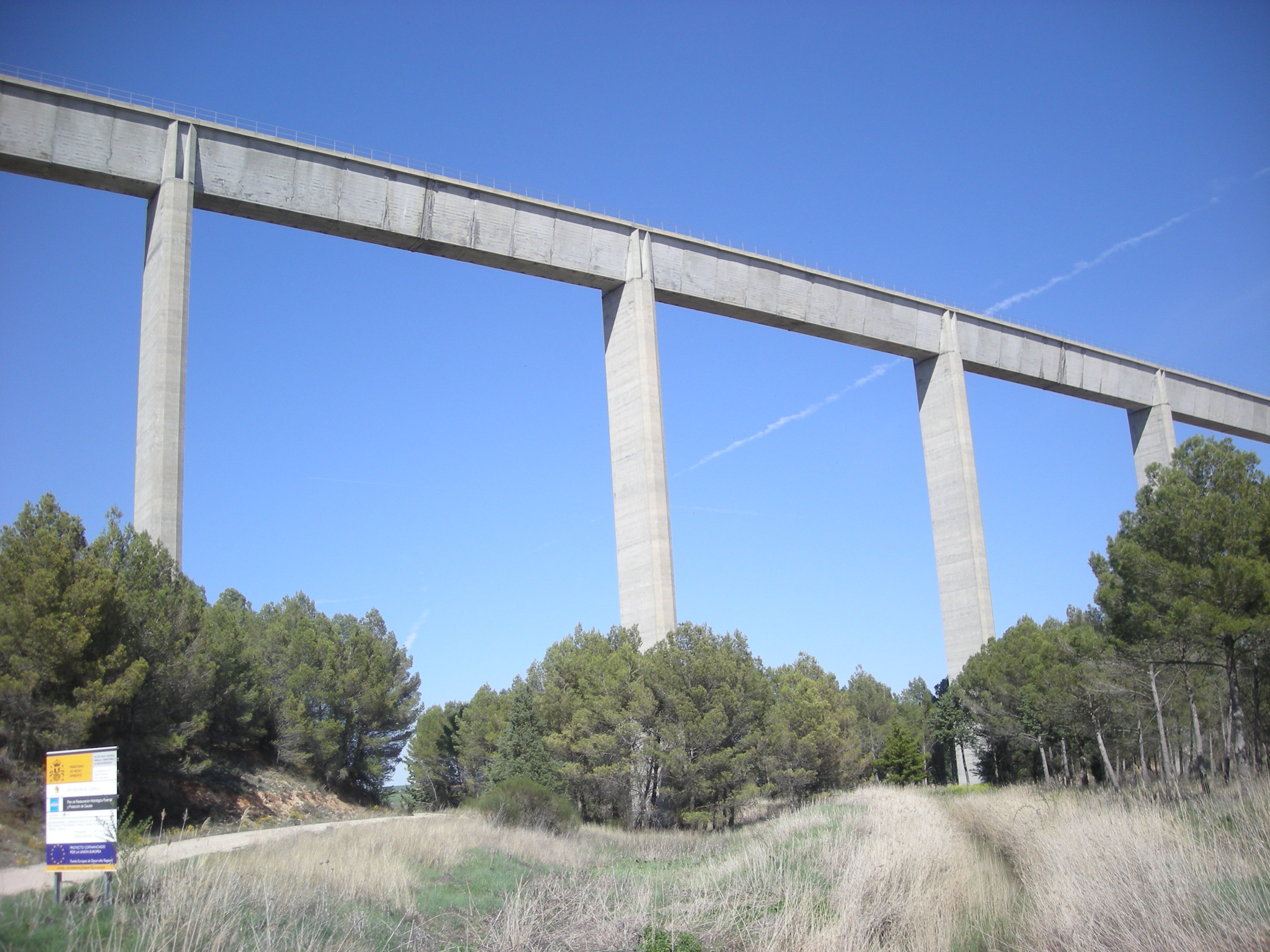
Parte de uno de los acueductos del trasvase Tajo-Segura a su paso por Carrascosa del Campo (Cuenca)

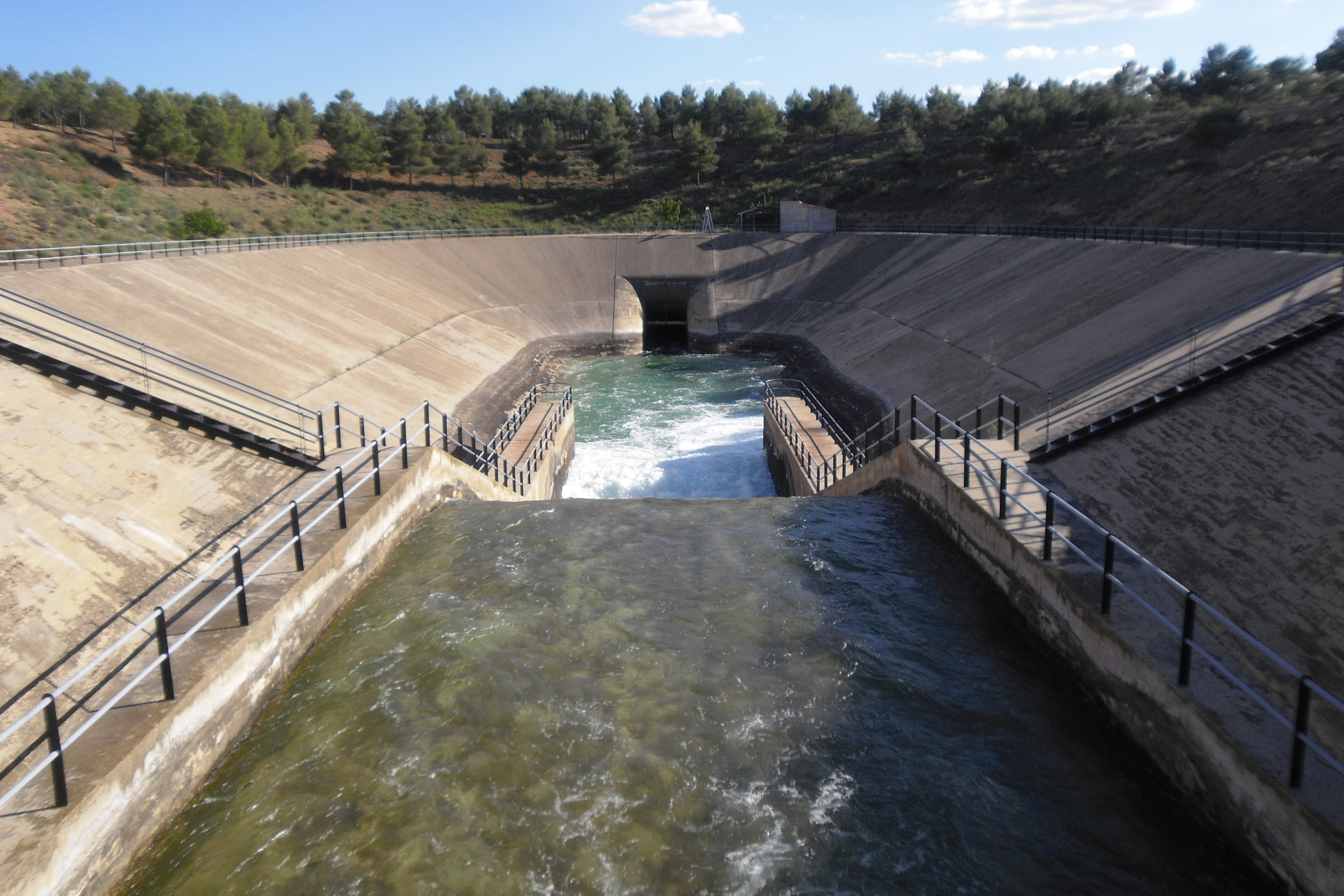
Presa de los Anguijes, donde comienza el túnel del Talave

El trasvase Tajo-Segura es una de las obras hidráulicas de ingeniería más grandes realizadas en España. Mediante este trasvase, se deriva agua del río Tajo desde los embalses de Entrepeñas (Guadalajara) y Buendía (Cuenca) al río Mundo, afluente del Segura, a través del embalse de Talave.

## Historia
Los orígenes del trasvase, aunque fue mencionado por primera vez en 1922, se remontan al año 1932, cuando el entonces Ministro de Obras Públicas de la Segunda República, el socialista Indalecio Prieto, encomendó al ingeniero de Caminos Manuel Lorenzo Pardo la realización de un plan nacional del aprovechamiento de las aguas. 
En el año 1933, Manuel Lorenzo Pardo presentó el Plan Nacional de Obras Hidráulicas, en el que planteaba la posibilidad de construir un canal que conectara los embalses de Bolarque, Alarcón (que en ese momento se encontraba en fase de construcción) y Talave. El objetivo de esta conexión era permitir el aporte de caudales procedentes del río Tajo, con el fin de disponer del volumen de agua necesario para llevar a cabo una transformación agraria en el sureste de España.
Tras paralizarse el proyecto por causa de la guerra civil española, años más tarde, en 1960, Manuel de Torres retomó la idea del Trasvase, que nunca había desaparecido del todo. En 1966, el Ministerio de Obras Públicas dio un paso decisivo al encauzar el proyecto por vía ejecutiva, y al año siguiente ordenó la elaboración del Anteproyecto General del Aprovechamiento Conjunto de los Recursos Hidráulicos del Centro y Sureste de España, Complejo Tajo-Segura, del cual formaba parte integrante la construcción del Trasvase. 
En el año 1968, el Ministerio de Obras Públicas resolvió el expediente correspondiente a la información pública del proyecto, lo aprobó de manera definitiva y ordenó la redacción del proyecto de ejecución. Posteriormente, el Consejo de Ministros autorizó la realización efectiva de las obras. Las obras se prolongaron durante un período de 13 años y, en los momentos de mayor actividad, llegaron a participar en ellas hasta 3.000 trabajadores. En 1979 llegaron las primeras aguas a la cuenca del Segura procedentes del río Tajo.
Está previsto que para 2026 funcione el sistema "Tubería Manchega", que derivará agua del trasvase hacia la cuenca del río Guadiana, principalmente a la provincia de Ciudad Real. Las obras comenzaron en 2011, pero han sufrido retrasos debido a los problemas de permeabilidad del embalse de cabecera, Campos del Paraíso. 

## Recorrido
El trasvase Tajo-Segura conecta el embalse de Bolarque, en el río Tajo con el embalse de Talave, en el río Mundo. La infraestructura tiene una longitud de 292 km y capacidad para un caudal de 33 m³/s. Las obras del trasvase Tajo-Segura constaron de cuatro tramos:
El Tramo I incluye la elevación reversible de Altomira, pieza clave para explicar la eficiencia energética del trasvase, ya que permite elevar el agua de la presa de Bolarque, a una cota de 636 m, hasta el embalse de La Bujeda, en la Sierra de Altomira, salvando un desnivel de 245 m mediante una doble tubería metálica. El bombeo se realiza en la central reversible de Bolarque II, que consta de cuatro grupos de eje vertical, con su correspondiente turbina-bomba, capaces de bombear 66 m³/s. El sistema Bolarque-Bujeda se dimensionó para bombear los 1000 hm³/año previstos.
El Tramo II es el Canal Altomira-Alarcón, que conecta el embalse de la Bujeda, en la Sierra de Altomira, con el embalse de Alarcón, en la cuenca del Júcar. Permite la regulación de las transferencias en un tramo intermedio del trasvase, facilitando así la subsanación de posibles averías.
El Tramo III enlaza el embalse de Alarcón con el túnel de Talave.
El Tramo IV está constituido, principalmente, por el túnel de Talave, con una longitud de 32 km; el túnel está perforado a profundidades que oscilan entre los 150 y los 320 m. Este Tramo continúa con el canal de Talave, que conduce finalmente el agua hasta el embalse de Talave, sobre el río Mundo, afluente del Segura.

## Regulación del trasvase
La Ley 21/2013 introdujo modificaciones significativas en la regulación del trasvase a través del acueducto Tajo-Segura que, preservando siempre la preferencia de la cuenca cedente y respetando las determinaciones de su planificación hidrológica, tienen por objeto mejorar la regulación normativa de esta infraestructura, estableciendo unas reglas técnicas objetivas que eliminen la inseguridad y precariedad antes existente, y proporcionen criterios objetivos y transparentes sobre la forma de operación de esta transferencia.
En función de las existencias conjuntas en los embalses de Entrepeñas y Buendía a comienzos de cada mes, se establecen los siguientes niveles mensuales con arreglo a los que se acordará la realización de los trasvases, con un máximo anual total de 650 hm³ en cada año hidrológico (600 para el Segura y 50 para el Guadiana).
Nivel 1. Se dará cuando las existencias conjuntas en Entrepeñas y Buendía sean iguales o mayores que 1300 hm³, o cuando las aportaciones conjuntas entrantes a estos embalses en los últimos doce meses sean iguales o mayores que 1200 hm³. En este caso el órgano competente autorizará un trasvase mensual de 60 hm³, hasta el máximo anual antes referido.
Nivel 2. Se dará cuando las existencias conjuntas de Entrepeñas y Buendía sean inferiores a 1300 hm³, sin llegar a los volúmenes previstos en el Nivel 3, y las aportaciones conjuntas registradas en los últimos doce meses sean inferiores a 1200 hm³. En este caso el órgano competente autorizará un trasvase mensual de 27 hm³, hasta el máximo anual antes referido.
Nivel 3. Se dará cuando las existencias conjuntas en Entrepeñas y Buendía no superen, a comienzos de cada mes, los valores mostrados en la tabla (valores en hm³):
| Oct. | Nov. | Dic. | Ene. | Feb. | Marz. | Abr. | May. | Jun. | Jul. | Ago. | Sep. |
| ---- | ---- | ---- | ---- | ---- | ----- | ---- | ---- | ---- | ---- | ---- | ---- |
| 613  | 609  | 605  | 602  | 597  | 591   | 586  | 645  | 673  | 688  | 661  | 631  |

En este nivel, denominado como de situación hidrológica excepcional, el órgano competente podrá autorizar discrecionalmente y de forma motivada un trasvase de hasta 20 hm³/mes.
Nivel 4. Se dará esta situación cuando las existencias conjuntas en Entrepeñas y Buendía sean inferiores a 400 hm³, en cuyo caso no cabe aprobar trasvase alguno.
A efectos de favorecer el desarrollo de los municipios ribereños, se explotará el sistema de forma que el volumen de trasvase ya autorizado y pendiente de aplicación se mantenga preferentemente en los embalses de cabecera, antes que en otros almacenamientos en tránsito o destino, siempre que tal explotación sea compatible con una gestión racional e integrada del sistema conjunto.
Salvo en situaciones catastróficas o de extrema necesidad debidamente motivadas, que impidan el envío de agua, si no se hubieran trasvasado en el plazo autorizado los volúmenes aprobados previstos en los niveles 1 y 2, se podrán transferir en los tres meses siguientes al fin del periodo de autorización, salvo que se produzca un cambio de nivel.
Los recursos cuyo trasvase haya sido ya autorizado podrán ser utilizados por sus usuarios a lo largo del año hidrológico, hasta el final del mismo. En el caso de que al término del año hidrológico exista en la cuenca receptora algún volumen disponible de agua trasvasada, será objeto de una nueva distribución, considerándose como recurso aprovechable para los usos del trasvase a que correspondan en el año hidrológico siguiente.
Los volúmenes cuyo trasvase haya sido autorizado se distribuirán entre abastecimientos y regadíos, en la proporción de un 25 por ciento para abastecimiento y el 75 por ciento restante para regadío, hasta el máximo de sus dotaciones anuales, y asegurando siempre al menos 7,5 hm³/mes para los abastecimientos urbanos.
La Comisión Central de Explotación del Acueducto Tajo-Segura autorizará los trasvases cuando concurran las condiciones hidrológicas de los Niveles 1 y 2, y el ministro que tenga atribuidas las competencias en materia de agua, previo informe de esta Comisión, cuando concurran las condiciones del Nivel 3.
En el caso de los niveles 1 y 2 la autorización de los trasvases se efectuará preferentemente por semestres, mientras que
en el caso del nivel 3 se realizará preferentemente por trimestres, salvo que el órgano competente justifique en cualquiera de los niveles la utilización de plazos distintos.

## El Postrasvase

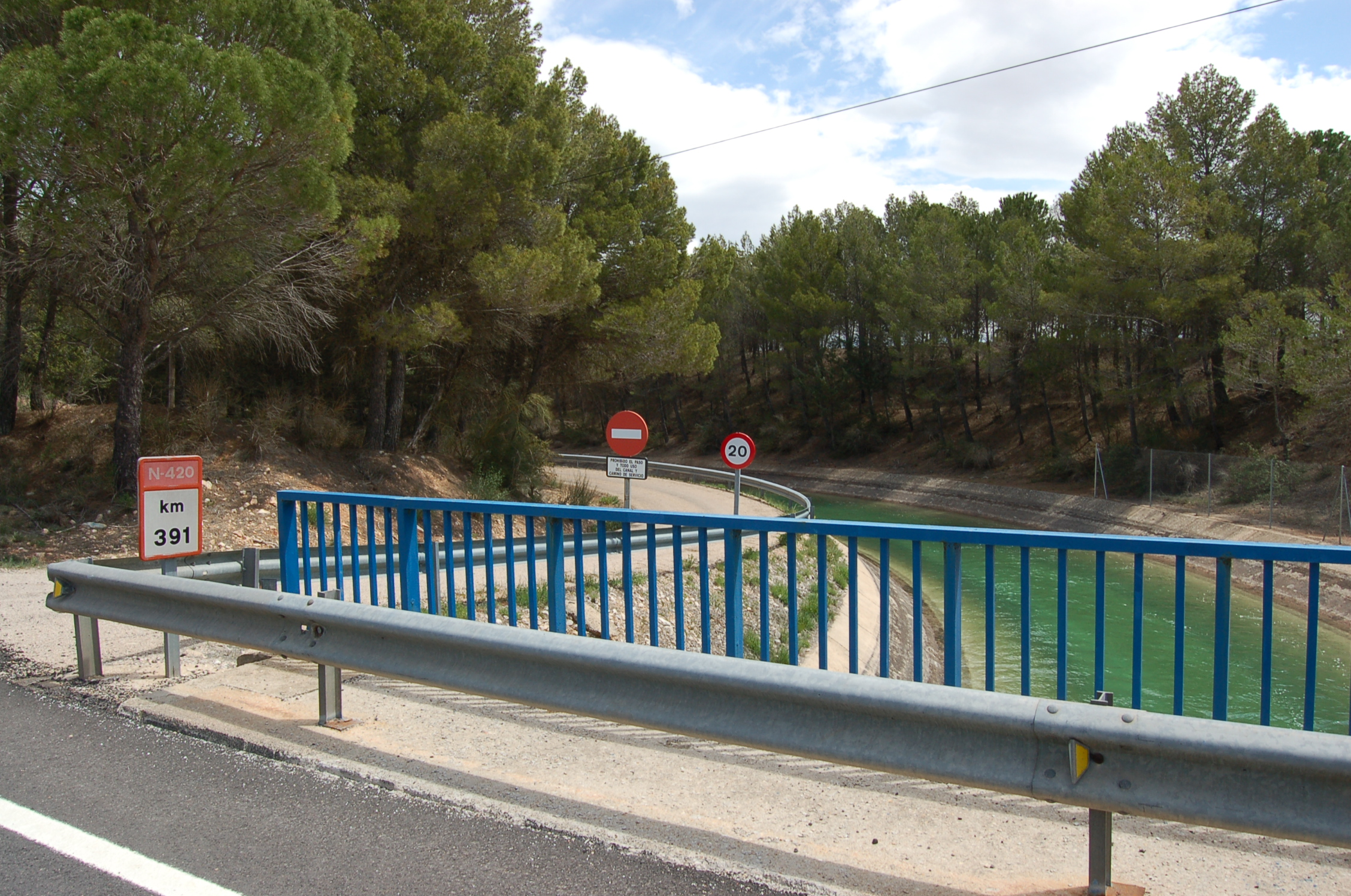
Trasvase a la altura de Belmontejo.

A partir del embalse de Talave se inician las infraestructuras del Postravase que distribuyen el agua a todas las zonas regables. El Postravase se trata de un conjunto de obras que permiten la regulación, transporte y distribución final del agua a las diferentes áreas receptoras. La principal obra del postrasvase es el Azud de Ojós, desde el que surgen la elevación de Blanca, la elevación del canal de la margen derecha, con el canal de Almería, el canal principal de la margen izquierda, con el canal de Crevillente, el embalse de La Pedrera y el canal del Campo de Cartagena.
El volumen asignado para riego agrícola del Trasvase Tajo-Segura es de 400 hm³, aproximadamente el 53% corresponden para nuevos regadíos y el resto para la redotación de regadíos tradicionales. Según la tramitación de concesiones de mediados del año 2009, las áreas regables del Postrasvase comprenden una superficie nominal de 132.724 ha; de las que 82.257 ha (62%) se ubican en la Región de Murcia.
El volumen medio anual trasvasado en origen a la Cuenca del Segura, durante el periodo 1979-2014, ha sido de 328 hm³/año (un 55% de lo máximo permitido). Los volúmenes trasvasados para el abastecimiento de la población no han sufrido grandes variaciones a lo largo del tiempo, al contrario de lo sucedido para riego, donde el valor medio anual ha sido de 204 hm³, casi la mitad del volumen asignado. 
De acuerdo con las estimaciones de PWC (2013), si al sector agrícola se le añaden las actividades de comercialización y transformación asociadas al mismo, la industria agroalimentaria vinculada al Trasvase Tajo-Segura aporta en su conjunto 2.364 millones de euros de PIB y más de 100.000 empleos. A pesar de estas cifras el Trasvase Tajo-Segura siempre ha generado una gran polémica entre sus partidarios y detractores, habiendo sido utilizado desde su puesta en marcha como una excusa para criticar al anterior régimen franquista, bajo el cual se habían iniciado las obras. Pero el Trasvase no puede ser considerado como una obra de un régimen político: se gestó durante la II República, las obras se iniciaron con la dictadura, y entró en funcionamiento durante la transición democrática española. En la actualidad sigue siendo muy criticado principalmente por motivaciones territoriales y medioambientales. Respecto a esta polémica Melgarejo et al. (2010) señalan: “treinta años después de iniciada la explotación del Acueducto Tajo-Segura, resulta difícil de entender que su funcionamiento todavía no se haya normalizado y que todavía se siga cuestionando el suministro de agua”.
La puesta en marcha definitiva del Trasvase Tajo-Segura posibilitó la expansión de la actual horticultura intensiva del Sudeste español, que la sitúa entre una de las mayores zonas de Europa de producción de hortalizas al aire libre fuera de temporada, hasta el punto de ser conocida como la “huerta de Europa”.

## Partidos políticos y confrontación ideológica
El debate sobre el trasvase también refleja divisiones políticas nacionales y regionales. Mientras que el Partido Socialista de Castilla-La Mancha apoya las restricciones, otras federaciones socialistas, como la de la Comunidad Valenciana, defienden la continuidad del trasvase.
Por otro lado, el Partido Popular (PP) y Vox se han posicionado mayoritariamente a favor de mantener el trasvase, acusando al Gobierno central de no proteger los intereses del sureste español. Estas posturas han generado un debate polarizado, en el que los intereses medioambientales y económicos a menudo se presentan como mutuamente excluyentes.

## Marco jurídico fundamental
- Ley 21/71 del 19 de junio. Aprovechamiento Conjunto Tajo-Segura
  - 1.ª Fase: 600 hm³. 2.ª Fase: 400 hm³
  - Obras de Compensación
- Disposiciones reguladoras de los Planes Generales de Transformación de las Zonas Regables y Planes Coordinados de Obras
- Real Decreto 1982/78 de 26 julio. Crea Comisión Central Explotación
- Ley 52/80 de 16 de octubre. Régimen Económico Acueducto Tajo Segura:
  - Tarifas. Importe Único
  - Usos abastecimiento y regadío. Fija dotaciones anuales y Zonas Regables
  - Caudal Ambiental mínimo de 6 m³/s en Aranjuez
  - Preferencia Cuenca Cedente
- Real Decreto 2530/85 de 27 diciembre. Fija competencias para decidir trasvases
- Art. 23 Real Decreto 1664/98 Plan Hidrológico Cuenca del Tajo
  - Recursos excedentarios por encima de 240 hm³
  - Recursos no trasvasables: Hasta 240 hm³
  - Definición Situación Hidrológica Excepcional. Consejo de Ministros.
  - Regla de Explotación.
  - Revisión excedentes. Preferencia cuencas del Tajo y del Guadiana
- Disposición Adicional 3.ª Ley 10/2001 Plan Hidrológico Nacional
  - Se consideran aguas excedentarias aquellas existencias embalsadas en Entrepeñas-Buendía que superen los 240 hm³.
  - Por debajo de esta cifra no se podrán efectuar trasvases en ningún caso
  - Este volumen mínimo podrá ser revisado en el futuro
- Ley 21/2013, de 9 de diciembre, donde se introducen modificaciones significativas a la regulación del Trasvase Tajo-Segura
- Real Decreto 773/2014, de 12 de septiembre, por el que se aprueban diversas normas regulador

## Otros trasvases españoles
- Bitrasvase Ebro-Pas-Besaya. Trasvase reversible en Cantabria entre el embalse del Ebro y las cuencas hidrográficas que vierten al Mar Cantábrico.
- Trasvase del Alto de Tornos (Ebro-Cantabria)
- Trasvase Alzania-Oria (Ebro)
- Trasvase Carol-Ariége (Ebro en territorio francés)
- Trasvase Cerneja-Ordunte o Trasvase al Gran Bilbao (Ebro-Área metropolitana de Bilbao)
- Ciurana-Riudecañas (Ebro-Reus)
- Trasvase Ebro-Besaya (Ebro-Cantabria)
- Trasvase Júcar-Vinalopó
- Trasvase Talave-Cenajo
- Conexión entre el embalse de la Fuensanta con el Canal de Taibilla.
- Trasvase Ebro-Campo de Tarragona o Minitrasvase del Ebro
- Trasvase Ter-Llobregat, hacia Barcelona.
- Trasvase río Matarraña-río Pena (Ebro)
- Trasvase Zadorra-Arratia (Ebro-Área metropolitana de Bilbao)